# 坎瓜雷塔马
坎瓜雷塔马（葡萄牙語：Canguaretama）是巴西北大河州的一个市镇。总面积245.529平方公里，总人口30035人，人口密度122.3人/平方公里。